# Trade in Services Agreement
El Trade in Services Agreement (TiSA) o Acord en Comerç de Serveis és un tractat sobre el comerç internacional proposat entre les 24 parts, inclosa la Unió Europea i els Estats Units. L'acord té com a objectiu la liberalització del comerç mundial de serveis, com la banca, la salut i el transport. La crítica sobre aquest acord secret va sorgir després que WikiLeaks publiqués el juny del 2014 un esborrany classificat d'annex dels serveis financers de la proposta, en data de l'abril anterior.

## Origen

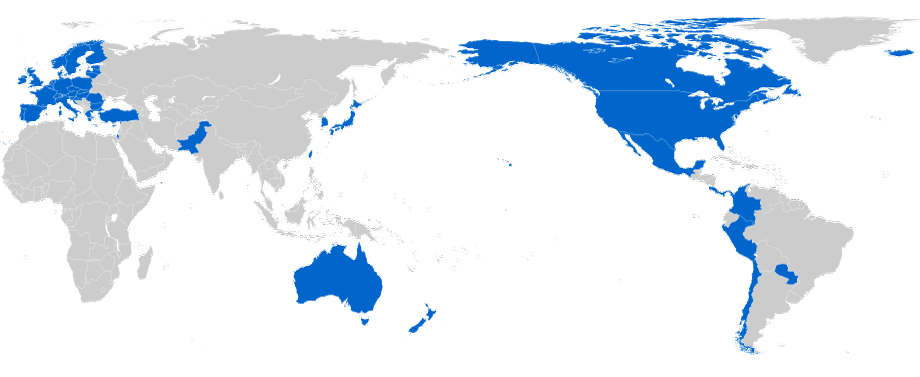
Parts del TiSA (Uruguai no es mostra, es va retirar el setembre del 2015)

El procés va ser una iniciativa dels Estats Units. Es va proposar a un grup de països reunits a Ginebra anomenat Really Good Friends. Totes les reunions de negociació es duen a terme a Ginebra. La UE i els EUA són els principals defensors de l'acord, i els autors de la majoria dels canvis en les articulacions. Els països participants van començar l'elaboració de l'esborrany d'acord el febrer de 2012 i van presentar les propostes inicials a finals de 2013.

## Acord proposat
L'acord abasta aproximadament el 70% de l'economia de serveis globals. El seu objectiu és la privatitzant del comerç mundial de serveis, com la banca, la salut i el transport. Els serveis comprenen el 75% de la producció econòmica nord-americana; en els estats de la UE, gairebé el 75% de la seva ocupació i el producte intern brut.
Per als compromisos en el que la Comissió Europea anomena "'tracte nacional' (és a dir, sobre la igualtat de tracte per als proveïdors estrangers i locals)", amb exclusió dels compromisos d'accés a mercats, s'aplicaria el següent: Una vegada que una barrera comercial determinada s'hagi eliminat unilateralment en una zona d'un país que hagi acceptat l'acord, no pot ser reintroduïda de nou. Aquesta proposta es coneix com la "clàusula trinquet".

## Controvèrsia
L'acord ha estat criticat pel secretisme al voltant de la negociació. La portada del document de les negociacions filtrat per Wikileaks diu: "desclassificar en: Cinc anys a partir de l'entrada en vigor del TiSA o, si no hi ha acord entri en vigor, cinc anys després del tancament de les negociacions" A causa d'aquesta pràctica no és possible estar informat sobre les regles de liberalització que els països participants es proposen dur a terme amb l'acord. Només Suïssa té la pràctica de fer pública a Internet totes les propostes que presentin les altres parts des de juny de 2012. La Unió Europea no va publicar la seva "oferta" pel TiSA fins al juliol del 2014, després de la divulgació de Wikileaks.
Els defensors dels drets digitals també han cridat l'atenció sobre el fet que les disposicions de l'acord debilitarien significativament les disposicions de protecció de dades existents als països signataris. En particular, l'acord eliminaria les proteccions existents que tinguessin com a objectiu mantenir les dades identificables confidencials o personals dins de les fronteres del país o que prohibissin el seu moviment a altres països, per posar-les al nivell de les que tinguessin menor grau de protecció de les dades.